# Нувейба
Нувейба —  морской порт среднего размера и одновременно курортный город в Египте, расположенный на северо-востоке Синайского полуострова, на берегу Акабского залива Красного моря, в 200 км на северо-восток от Шарм-эш-Шейха. В городе существует несколько представительных отелей, но сам городок не пользуется большой популярностью у туристов и государства, которое предпочитает вкладывать средства в развитие преимущественно Шарм-эш-Шейха.
Нувейба — курорт, ориентированный в первую очередь на семейный отдых.
Близость Израиля, Цветного Каньона, а также паромной переправы в Иорданию привлекает туристов, желающих больше времени посвящать экскурсиям. В Нувейбе есть как песчаные пляжи, так и коралловые побережья.